# Manfred Rommel
Manfred Rommel (Stuttgart, 1928. december 24. – Stuttgart, 2013. november 7.) német politikus (CDU), Stuttgart főpolgármestere 1974 és 1996 között. Apja Erwin Rommel tábornok volt.

## Élete

### Ifjúkora
Rommel 1928-ban született a mai Baden-Württemberg fővárosában, Stuttgartban. Korán megismerkedett a katonai élettel, 14 évesen belépett a Luftwafféba, ahol mint légelhárító szolgált. Eredetileg a Waffen-SS-be szándékozott volna belépni, de erről apja lebeszélte. A sikertelen Hitler elleni merénylet után apja, hogy védje családját, öngyilkos lett, Manfred pedig ezt követően dezertált a seregből és nyugat felé szökött, ahol megadta magát az I. Francia Hadsereg alakulatainak.

### Politikai pályafutása
A háború után 1947-ben leérettségizett, majd Tübingenben jogot hallgatott és politikai tanulmányokat folytatott. 1956 után egyre nagyobb részt vállalt a tartományi igazgatás és politika területén. Fiatalon belépett a CDU-ba. 1971-ben a Baden-Württembergi Pénzügyminisztérium helyettes államtitkára, majd államtitkára lett. 1974-től 22 éven át egészen 1996-ig a tartományi főváros, Stuttgart főpolgármestere volt. Korának egyik legnépszerűbb politikusa, melyet jól tükröztek nagyarányú győzelmei a választásokkor. 1974-ben 58,9%-kal, 1982-ben 69,8%-kal, 1990-ben 71,7%-kal nyerte meg a választásokat. Főpolgármesteri tisztsége mellett sok más szervezet tagjaként és elnökeként is tevékenykedett. Pályafutása során toleráns és liberális viselkedésének köszönhetően elsők között fogadta be tömegével a külföldi embereket és mondta ki azt, hogy német és nem német egyenjogú polgára Stuttgart városának. Integrációs elképzelései azóta állami szintet öltöttek. Ennek eredményeként bár a német lakosság aránya csökkent az egyes településeken, többek között Stuttgartban, de a térség, sőt az ország gazdasági ereje részben ennek köszönhetően egyre nőtt. Regnálása során nagyarányú fejlesztéseket és átszervezéseket hajtott végre mind politikai, mind gazdasági, infrastrukturális szinten. 1978-ban az ő kezdeményezésére megépült a város első HÉV vonala, melyet a következő években továbbiak követtek. Stuttgart és a környező települések közti utakat, vasútvonalakat felújíttatta, bővíttette, egyfajta agglomerációs, regionális együttműködést hozva létre. Tevékenysége nagyban hozzájárult ahhoz, hogy Stuttgart Németország egyik legfejlettebb régiójának központja legyen.

### Visszavonulása után
1996-ban már nem indult újra a főpolgármesteri címért. Munkájának elismeréseként megkapta a Stuttgart díszpolgára címet, de rengeteg más kitüntetést is kapott, többek között Helmut Kohltól a Németországi Szövetségi Köztársaság Érdemrendjét. Még 1996-ban a Parkinson-kórt állapítottak meg nála. Nyugalomba vonulása után is folyamatosan írt, publikált. 80. születésnapja alkalmából a média szinte minden területén rengeteg közéleti személyiség nyilvánította ki köszönetét munkájáért, és kívánt minden jót a továbbiakra. Stuttgartban élt feleségével, akivel 1954-ben házasodtak össze. Egy lányuk van, Catherine.
Otthonában hunyt el, életének 85. esztendejében.
A stuttgarti Manfred Rommel Repülőtér őrzi emlékét.

## Fordítás
- Ez a szócikk részben vagy egészben  a   Manfred Rommel című német Wikipédia-szócikk ezen változatának fordításán alapul.  Az eredeti cikk szerkesztőit annak laptörténete sorolja fel. Ez a jelzés csupán a megfogalmazás eredetét és a szerzői jogokat jelzi, nem szolgál a cikkben szereplő információk forrásmegjelöléseként.